# Guignardia aesculi
Guignardia aesculi is een schimmelsoort die behoort tot de familie Botryosphaeriaceae van de ascomyceten. De schimmel veroorzaakt de bladvlekkenziekte, bladverbruining en bladnecrose, bij bomen van paardenkastanje. De schimmel komt voor in Europa en Noord-Amerika. Ascosporen van de afgevallen bladeren infecteren de jonge bladeren in het voorjaar. De secundaire aantasting later in het jaar vindt plaats door conidia.
Op de aangetaste bladeren ontstaan roodbruine, onregelmatig gevormde vlekken met een donker centrum en vaak een gele ring. De conidiën worden gevormd in een halfrond, 80-165 µm groot pycnidium, dat verzonken in het stroma ligt. De wand van het pycnidium is pseudoparenchymatisch en bestaat uit 2-3 cellagen. De buitenste cellaag is kastanjebruin en de binnenste cellaag is kleurloos. De ronde, 15-20 µm  grote ostiole is omgeven door opvallende, donkerbruine cellen. De cilindervormige, 5-10 × 2-4 µm grote, holoblastische conidiogene cellen zijn kleurloos en staan op de binnenste cellaag. De aan de voet vertakte conidioforen zijn gesepteerd met aan de top fialiden. De eivormige tot ronde, 10-18 × 6-10 µm grote conidiën zijn kleurloos en hebben een kleurloos, 5-8 µm groot aanhangsel. In verse toestand zijn ze omgeven door een slijmlaagje. In de condiospore zitten oliedruppeltjes. De 3-9 × 0,5-1,0 µm grote microconidia zijn kleurloos
Op de afgevallen bladeren worden donkerbruine, 90-160 µm grote peritheciën gevormd. Ze liggen verzonken in het stroma. De pseudoparenchymatische wand van het perithecium bestaat uit 2-4 cellagen. De buitenste, donkerbruine cellagen hebben dikke celwanden. De binnenste cellagen zijn geleidelijk minder gepigmenteerd. De 50-70 × 14-18 µm grote, bitunicate asci zijn min of meer knuppelvormig en bevatten acht ascosporen. De rechte of licht gebogen, enigszins spoelvormige, 12-18 × 7-9 µm grote ascosporen zijn kleurloos met in het midden de grootste breedte.